# Кзылкогинский район
Кызылкогинский район (каз. Қызылқоға ауданы) — район на северо-востоке Атырауской области Казахстана. Административный центр — село Миялы.

## География
Площадь территории района составляет 24,9 тыс. км². Кызылкогинский район граничит на западе с Индерским и Махамбетским районами Атырауской области, на севере с Сырымским и Каратобинским районами Западно-Казахстанской области, на востоке с Уилским и Байганинским районами Актюбинской области, на юге с Макатским и Жылыойским районами Атырауской области.
Рельеф в основном равнинный (Прикаспийская низменность), на северо-западе пески Тайсоган, Буйрек, разрезанные руслами рек. В Прикаспийской впадине добывается солончаки. В Кзылкогинском районе добывается нефть, глина, щебень. Климат континентальный, зима — холодная, малоснежная, лето — жаркое и знойное. Средние температуры января −12 °C (иногда до −40 °C), июля 29 °C (иногда 43 °C). Годовое количество атмосферных осадков 200 мм.
По территории района протекают реки Уил и Сагыз. Почвы серые, бурые, солончаковые. Растут полынь, ковыль, пырей ползучий, осока, камыш, в низменностях тополь, клён, кустарники тамариска. Обитают волк, лиса, корсак, заяц, сайгак; жаворонок, тетерев, степной орёл, сыч и другие.

## История
Решение о создании района было принято в 27 марта 1928 года. Ранее волости на этих землях входили в состав Уральской и Актюбинской областей. В конце 1928 года было создано 6 животноводческих колхозов с 663 членами. В 1930 году коллективизированы 4250 частных домохозяйств или 54 % всех семей района. В том же году 8013 семей района стали членами 34 сельских советов. Однако 23 июля того же года, после роспуска Гурьевской области, территория района была присоединена к Доссорскому району. В апреле 1944 года постановлением Верховного Совета Казахской ССР он был реорганизован в Кызылкогский район в составе Гурьевской области, и основной земельный участок был образован за счет 11 колхозов, отделенных от Макатского района. 8 колхозов из Тайпакского района Уральской области объединились, всего было 30 колхозов и Гурьевское овцеводческое хозяйство. Сначала районный центр находился в селе Кызылкога, затем в 1951 году в селе Карабау и в 1959 году в селе Миялы.

## Инфраструктура
Крупные населённые пункты: Миялы, Сагиз, Мукур, Жаскайрат, Караколь, Тасшагил, Жангельдино, Коныстану, Карабау. Площадь сельскохозяйственных угодий 2278,2 тыс. га, в том числе пастбища 2224,5, посевная площадь 270 тыс. га, пашня 53,4 тыс. га.
По территории района проходят железная дорога, нефтепровод Атырау — Кандыгаш — Орск, нефтегазопровод Центральная Азия — Орск, автомобильная дорога Атырау — Актобе. В пределах района автомагистраль соединяет станцию Сагыз с райцентром село Миялы, затем через село Карабау с селами Индербор и Макат.
В Кызылкогинском районе есть отдел связи, типография, торговля, профессионально-техническое училище, 13 средних школ, 27 учреждений здравоохранения, 15 домов культуры, 20 библиотек. Районная газета выходит с 1952 года. По данным на середину 2000-х годов, в районе работали 84 АО, ТОО, крестьянских хозяйств, которые занимались животноводством (каракулеводством).
На территории района находится так называемая «Ставка Халела». Это местность, где родился и жил известный представитель Партии Алаш Орда Халел Досмухамедов. Здесь прошло последнее заседание правительства Западной Алашорды и состоялась передача власти большевикам.

## Население
Национальный состав (на 1 января 2019 года):
- казахи — 30 553 чел. (99,88 %)
- русские — 10 чел. (0,03 %)
- узбеки — 9 чел. (0,03 %)
- каракалпаки — 6 чел. (0,02 %)
- другие — 11 чел. (0,04 %)
- Всего — 30 589 чел. (100,00 %)

## Административное деление
| Сельский округ                 | Население (2009) | Населенные пункты                                                   |
| ------------------------------ | ---------------- | ------------------------------------------------------------------- |
| Жамбылский сельский округ      | 1 782            | села Караколь, Айдын, Мадениет                                      |
| Джангельдинский сельский округ | 1 583            | село Жангельдино                                                    |
| Коздыгаринский сельский округ  | 1 969            | села Коныстау, Буйрек, Коскулак                                     |
| Миялинский сельский округ      | 6 473            | село Миялы                                                          |
| Мукурский сельский округ       | 4 900            | села Мукур, Сарыкумак, Соркол, Таскудук, Жамансор, Жантерек, Кенбай |
| Уильский сельский округ        | 2 298            | села Жаскайрат, Аккора, Балабеит                                    |
| Сагизский сельский округ       | 7 092            | села Сагиз, Былкылдакты, Кенбай, Коныраулы, Шолаксай                |
| Тайсойганский сельский округ   | 866              | село Тайсойган                                                      |
| Тасшагильский сельский округ   | 2 105            | села Тасшагил, Когам, Коныстану                                     |
| Кызылкогинский сельский округ  | 1 420            | села Карабау, Бухар                                                 |